# Sport podwodny
Sport podwodny – dyscyplina sportowa, będąca sportem wodnym, wykorzystująca jedną lub kombinację następujących technik nurkowania podwodnego – freediving, snorkeling lub Płetwonurek, w tym korzystanie z wyposażenia takiego jak maski do nurkowania i płetwy. Te sporty są prowadzone w środowisku naturalnym w miejscach takich jak otwarty zbiornik wodny i chroniony lub zamknięty zbiornik wodny, na przykład w jeziorach oraz w sztucznych środowiskach wodnych, takich jak baseny.

## Klasyfikacja
Rozróżnia się następujące dyscypliny:
- aquathlon (wrestling podwodny)
- diving sportowy (płetwonurkowanie)
- filmowanie podwodne
- fotografowanie podwodne
- freediving (nurkowanie na wstrzymanym oddechu)
- hokej podwodny
- podwodne pływanie na orientację
- podwodne pływanie szybkie
- podwodny futbol amerykański
- podwodny hokej na lodzie
- rugby podwodne
- spearfishing (łowiectwo podwodne)
- strzelectwo podwodne

## Zawody podwodne

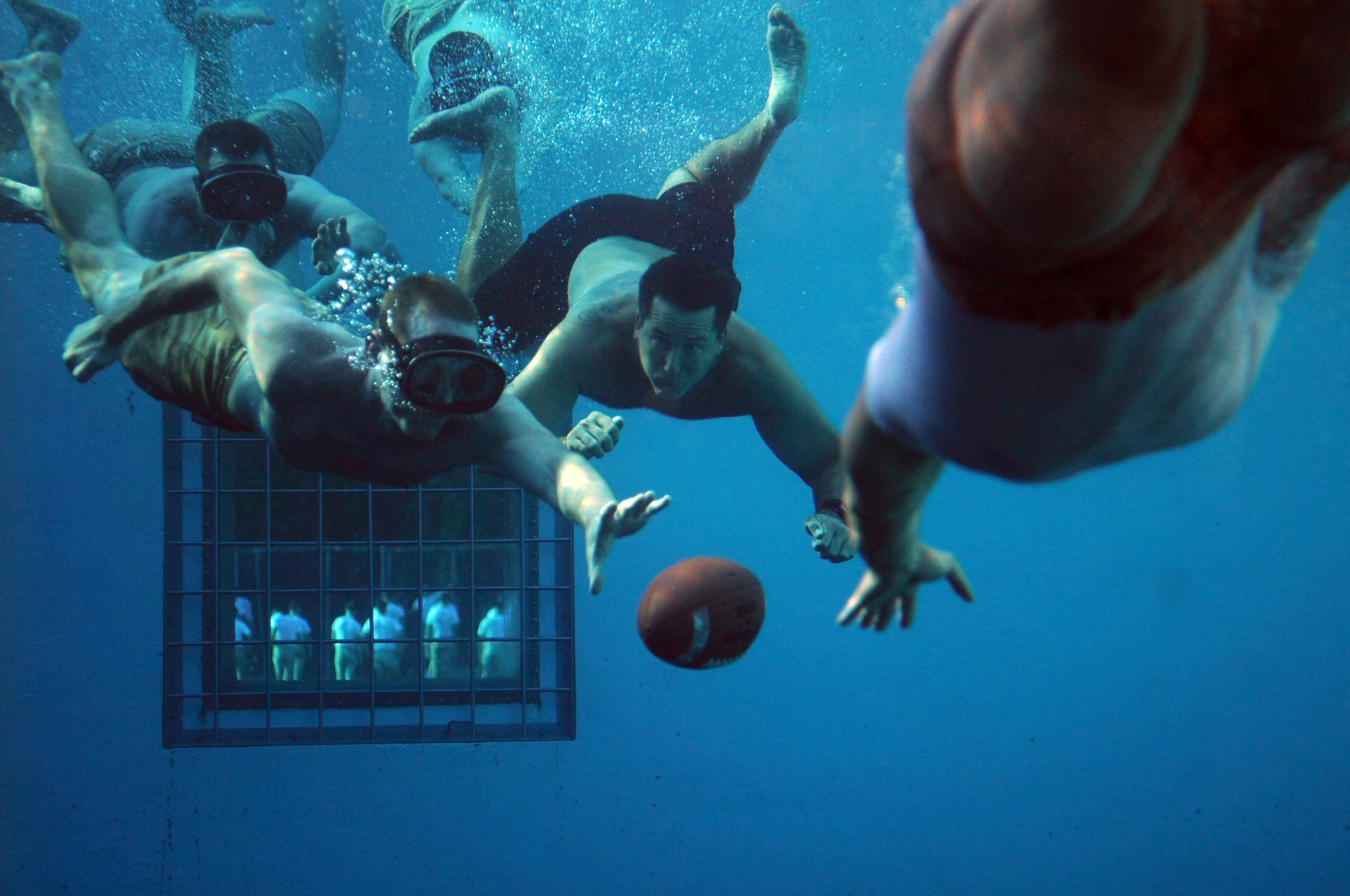
Podwodny futbol amerykański

W dyscyplinie tej rozgrywane są międzynarodowe zawody, z Mistrzostwami świata włącznie w różnych odmianach. Zawodnicy występują w licznych turniejach, a Światowa Konfederacja Sportów Podwodnych od lat stara się o włączenie dyscyplin sportów podwodnych do programu Letnich Igrzysk Olimpijskich. Sporty podwodne były jednym ze sportów uznanych przez MKOl za dodatek do programu Letnich Igrzysk Olimpijskich 2008 w Pekinie w Chinach. Podwodne pływanie szybkie zostało zaprezentowane na World Games w 1981 roku. Podwodne pływanie szybkie stało się pierwszym podwodnym sportem, który można było zaprezentować na 27 Letniej Uniwersjadzie w lipcu 2013 roku.
- Mistrzostwa świata w aquathlonie
- Mistrzostwa świata w divingu sportowym
- Mistrzostwa świata w filmowaniu podwodnym
- Mistrzostwa świata w fotografowaniu podwodnym
- Mistrzostwa świata we freedivingu
- Mistrzostwa świata w hokeju podwodnym
- Mistrzostwa świata w podwodnym pływaniu na orientację
- Mistrzostwa świata w podwodnym pływaniu szybkim
- Mistrzostwa świata w podwodnym futbolu amerykańskim
- Mistrzostwa świata w podwodnym hokeju na lodzie
- Mistrzostwa świata w rugby podwodnym
- Mistrzostwa świata w spearfishingu
- Mistrzostwa świata w strzelectwie podwodnym